# Molina de Aragón
Molina de Aragón és una localitat de la província de Guadalajara que pertany a la comunitat autònoma de Castella - la Manxa.
Limita al nord amb el municipi de Rueda de la Sierra, al nord-oest amb Tortuera i Embid, a l'est amb Campillo de Dueñas i La Yunta, al sud-est amb Castellar de la Muela, al sud amb Prados Redondos, al sud-oest amb Castilnuevo, a l'oest amb Corduente i al nord-oest amb Rillo de Gallo.

## Geografia

### Rius
El riu Gallo travessa la localitat. També cal esmentar La Cava, una rambla que generalment porta aigua i que l'any 1930 va produir greus inundacions.

## Economia
Molina és una vila dedicada al comerç i als serveis, amb escassa indústria. És el centre administratiu comarcal d'una àrea eminentment agrícola i ramadera, amb un incipient turisme rural atret per la natura.

### Història
Els ibers la van denominar Mediolum. Fou conquerida per Tàriq ibn Ziyad. Després del desmembrament del Califat de Qurtuba es va convertir en la capital de l'Emirat de Molina.
El nom actual de la ciutat procedeix de la seva antiga pertinença a la Corona d'Aragó. Va ser conquerida per Alfons el Bataller, rei d'Aragó, l'any 1128. L'hereu d'Alfons I, Ramir II, va decidir de lliurar a Castella el territori de Molina. Durant la guerra entre Castella i Aragó de 1356-1369, la ciutat (coneguda com a Molina de los Caballeros, Molina de los Condes o, simplement, Villa de Molina) i la seva regió van passar a l'Aragó.
L'any 1375 va passar definitivament a Castella.
L'1 de novembre de 1810, durant la guerra del francès, uns 3.000 homes a les ordres del general François Roguet entraven a Molina de Aragón, des d'on Pedro Villacampa comandava el batalló de Molina, format per uns 600 homes, i cremava la vila, que havia estat abandonada, en la que es van trobar en els tallers, nombroses armes inacabades.

## Fills il·lustres
- Tirso de Obregón i Pierrad (1832-1889) cantant de la corda de baríton.

## Monuments i llocs d'interès
- El Castell Alcàsser, un dels més grans d'Espanya.
- El pont romànic.
- L'església i el convent de San Francisco.
- L'església de Santa Clara.

En general la localitat conserva bona part del seu patrimoni medieval.
La vila està situada molt a prop del parc natural de l'Alto Tajo, amb espècies mediterrànies de muntanya alta i mitjana, en òptim estat de conservació, que és un dels majors conjunts de congostos fluvials de l'interior peninsular. Connecta amb zones turístiques com la Serranía de Cuenca o els Montes Universales (Terol).
A 11 km de Molina de Aragón se situa l'ermita romànica de la Virgen del Congosto, a l'interior d'un barranc espectacular.

## Festes locals
- Les festes patronals del Cristo de Las Victorias (1 de setembre).
- La Mare de Déu del Carme (16 de juliol), declarada d'interès turístic regional.
- La Immaculada (8 de desembre).
- La lloa a la Virgen del Congosto (diumenge de Pentecosta).
- La Fira Medieval (el tercer cap de setmana de juny).
- Els carnavals.